# Ballikinrain Castle

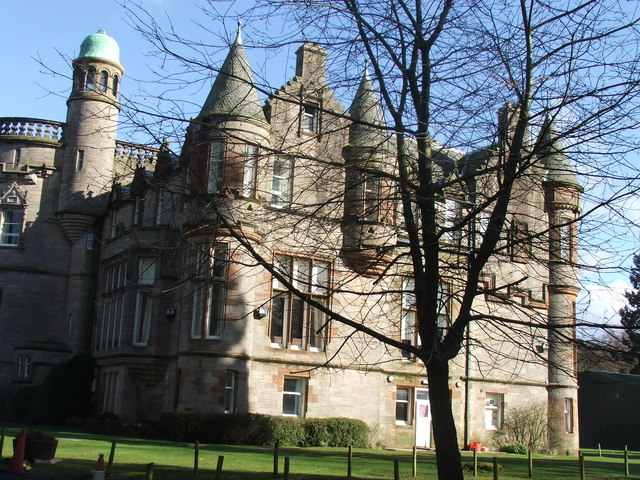
Ballikinrain Castle

Ballikinrain Castle ist ein Landhaus in der Gemeinde Killearn, zwei Kilometer südöstlich von Balfron und fünf Kilometer westlich von Fintry in der schottischen Council Area Stirling.
Heute befindet sich in dem Haus aus dem 19. Jahrhundert ein Internat, das von CrossReach einer sozialen Organisation der Church of Scotland betrieben wird.

## Geschichte
Sir Archibald Orr-Ewing (1818–1893), ein konservativer Politiker und Parlamentsabgeordneter für den Wahlkreis Dunbartonshire von 1868 bis 1892, ließ Ballikinrain Castle 1868 erbauen. Am 8. März 1886 wurde Orr-Ewing zum Baronet erhoben.
Er beauftragte David Bryce (1803–1876) mit der Planung eines neuen Hauses im Scottish Baronial Style auf seinem 1800 Hektar großen Grundstück. Das Anwesen liegt am Ballinkinrain Burn, der südlich davon am Earl’s Seat entspringt, etwa vier Kilometer durch Ballikinrain Muir und durch das Anwesen über eine Reihe von Kaskaden fließt und in das Endrick Water mündet.
Im Juni 1913 brannte das Landhaus aus, was einen Schaden von £ 100.000 verursachte. Der Brand soll durch Suffragetten verursacht worden sein. Die nachfolgende Restaurierung wurde 1916 beendet.
Anfang des 20. Jahrhunderts war in Ballinkinrain Castle die Glasgow Poor Children’s Fresh-Air Fortnight untergebracht, wo etwa 60 arme Kinder weilten. Kurze Zeit war das Landhaus auch ein Hotel. 1939, beim Ausbruch des Zweiten Weltkrieges, war zeitweise die St. Hilda’s School for Girls, ein Internat aus Liberton bei Edinburgh, untergebracht, weil es schwierig war, die Gebäude in Liberton, die von der Armee genutzt worden waren, ausreichend zu renovieren.
Historic Scotland hat das Landhaus als historisches Bauwerk der Kategorie B gelistet. Die East Drive Bridge und die West Drive Bridge entlang der Zufahrtswege sind außerdem jeweils separat als Kategorie-B-Bauwerke klassifiziert.
Von 1950 bis 1965 gab es auf dem Gelände einen Zelt- und Campingplatz mit Geschäft und Freibad. Das Schwimmbad wurde mit Quellwasser von der Campsie Spring gespeist.

## Ballikinrain School
Die Ballinkinrain School ist eine nicht konfessionelle, unabhängige Schule, die von CrossReach, einer sozialen Organisation der Church of Scotland, betrieben wird. Die Schule bietet Versorgung und Erziehung für Kinder von 6 bis 16 Jahren, die sozial-, emotional- oder verhaltensauffällig sind. Im Januar 2013 hatte sie 33 Schüler, davon 23 Internatsschüler. 12 verschiedene Ämter hatten die jungen Leute dorthin geschickt.
2009 waren 35 männliche Schüler in der Ballikinrain School, die zwischen 8 und 14 Jahren alt waren. Darunter waren sowohl Internatsschüler als auch Tagesschüler.